# Chlorida festiva
Chlorida festiva es una especie de escarabajo longicornio del género Chlorida, tribu Bothriospilini, subfamilia Cerambycinae. Fue descrita científicamente por Linné en 1758.

## Descripción
Mide 8,7-32 milímetros de longitud.

## Distribución
Se distribuye por Antigua y Barbuda, Antillas, Argentina, Bolivia, Brasil, Colombia, Costa Rica, Costa de Marfil, Cuba, Dominica, Ecuador, Estados Unidos, Granada, Guadalupe, Guyana, Guatemala, Guayana Francesa, Haití, Honduras, Jamaica, Martinica, Montserrat, Nicaragua, Panamá, Paraguay, Perú, Puerto Rico, Santa Lucía, Santo Tomé, San Vicente y las Granadinas, Surinam, Trinidad y Tobago, Uruguay y Venezuela.

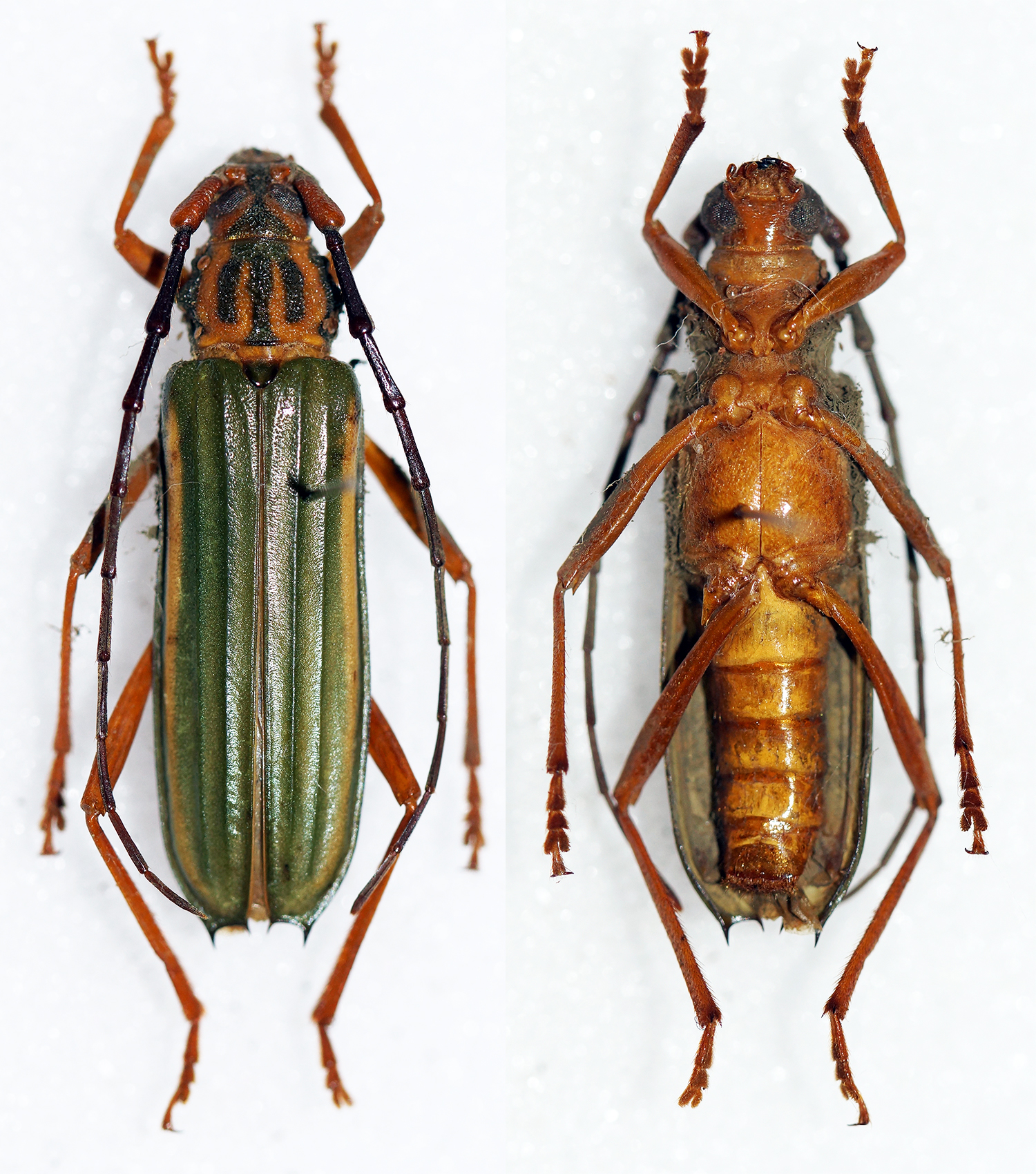
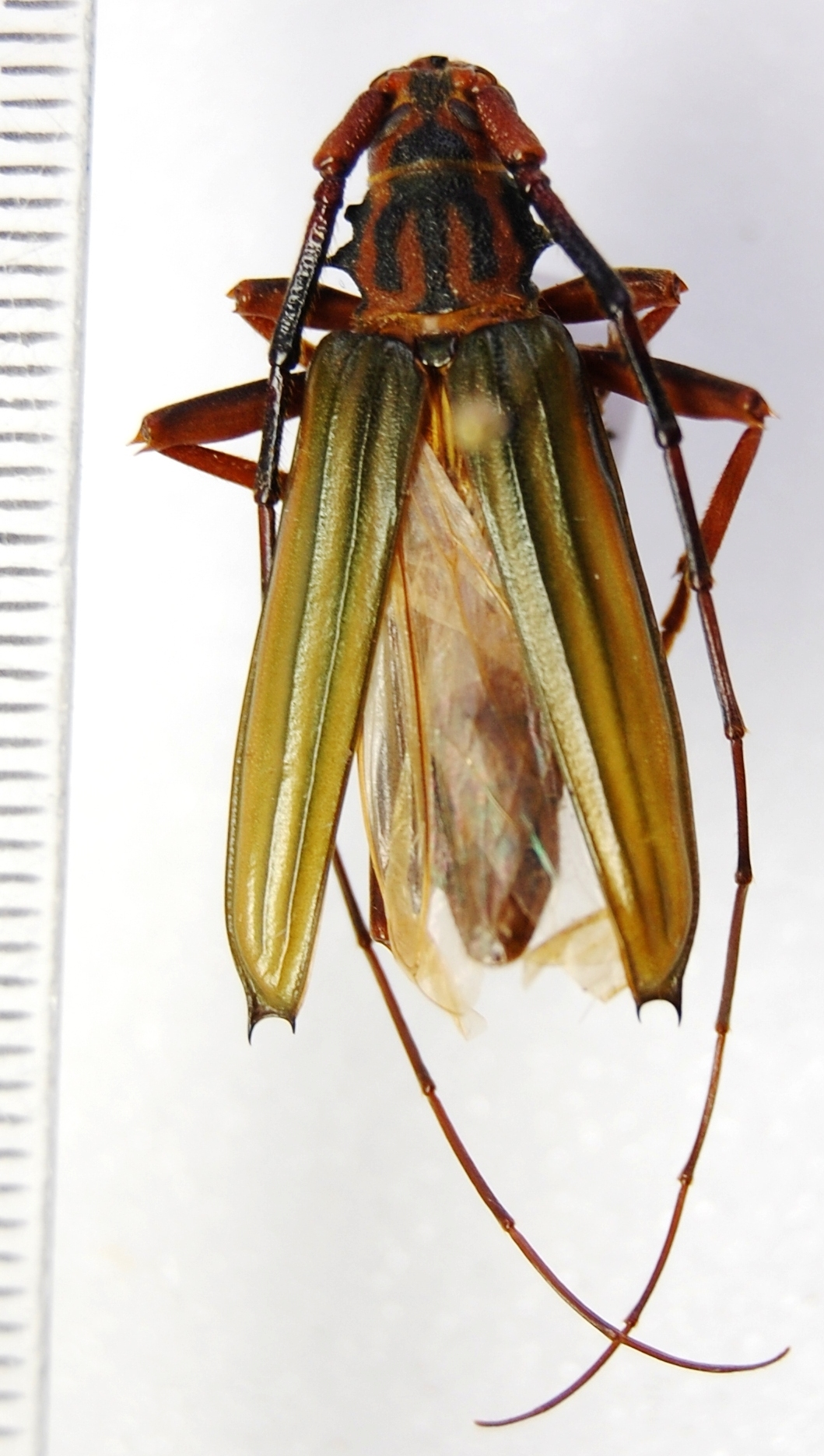
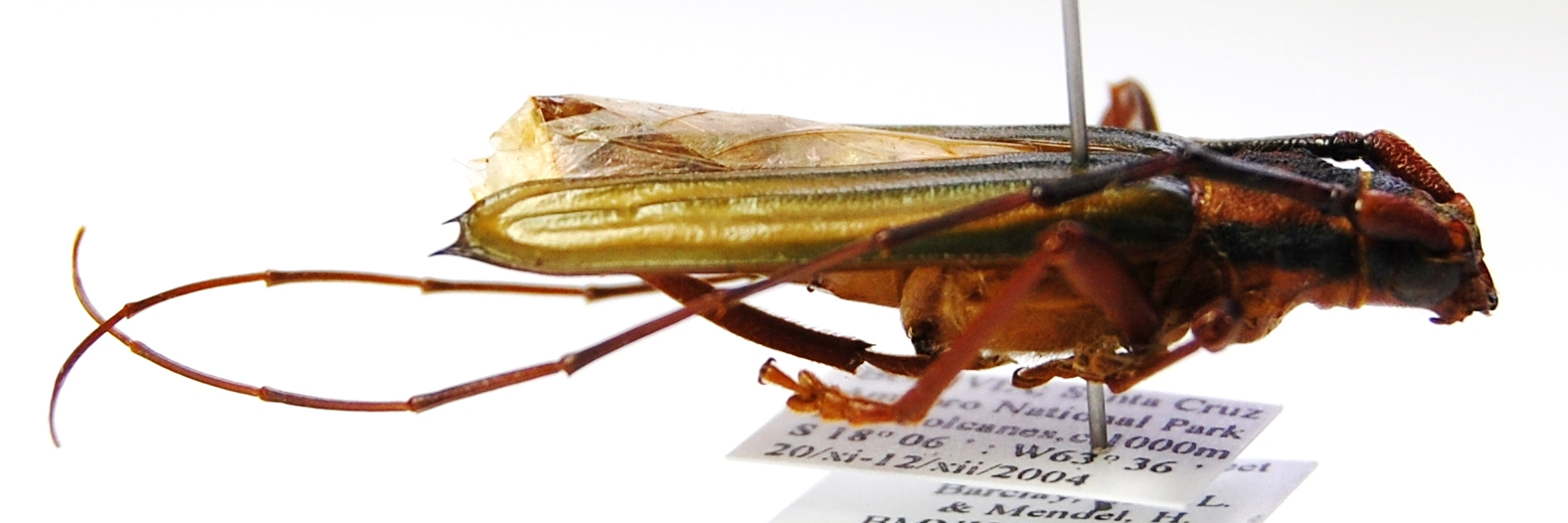
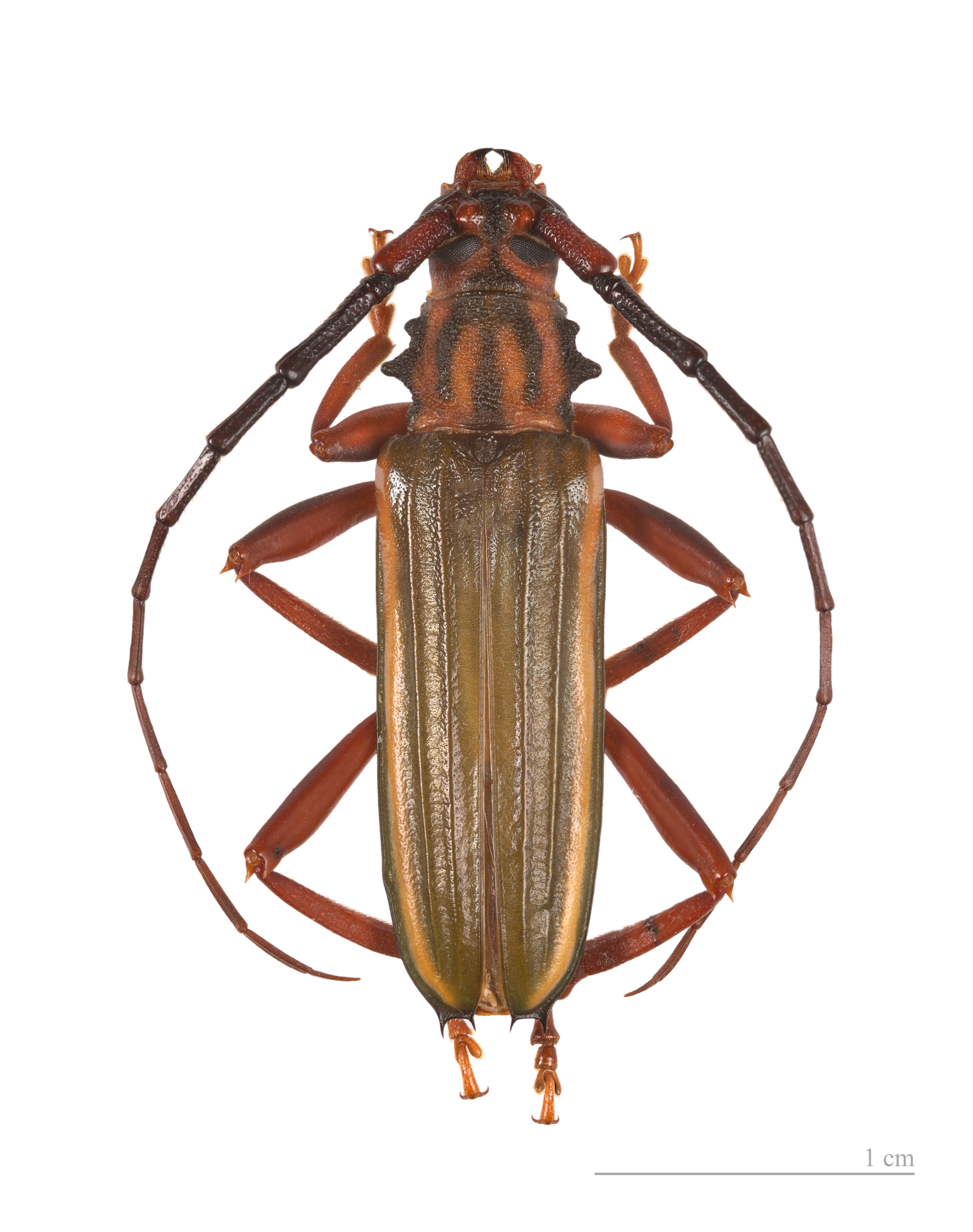